# Свинцов, Валерий Михайлович
Валерий Михайлович Свинцов (19 августа 1933 — 4 ноября 2018, Владимир) — советский футболист, нападающий, тренер. Мастер спорта СССР.
Воспитанник футбольной школы «Прогресс» Киров. В 1960—1964 годах играл за «Динамо» Киров — 114 матчей, 42 гола. В 1966—1972 годах — старший тренер команды. В 1985—1987 годах — старший тренер «Торпедо» Владимир.
С 1976 года до работы в «Торпедо» руководил кафедрой физического воспитания Владимирского государственного университета.
Скончался 4 ноября 2018 года во Владимире.